# 维奥内
维奥内（義大利語：Vione），是意大利布雷西亚省的一个市镇。总面积35.6平方公里，人口724人，人口密度20.3人/平方公里（2009年）。国家统计（ISTAT）代码为017202。